# Frank Webber
Pour les articles homonymes, voir Webber.
Frank Webber dit Bastille, né le 14 juillet 1929 à Hackensack et mort le 5 novembre 1990 à Dijon, est un artiste américain, figure de l'underground LGBT des années 1970-1980.

## Biographie
Diplômé du Pratt Institute, Frank Webber s'installe à Paris en 1955 et pratique la gravure sur métal. À son retour aux États-Unis, il commence à travailler comme illustrateur de mode. Il fait ensuite de fréquents séjours en Europe et lance une entreprise d'illustration architecturale prospère, qui devient son principal emploi et sa source de revenus,.
Il revient vivre définitivement à Paris à la toute fin des années 1970 et commence à produire des dessins homoérotiques qu'il signe d'un pseudonyme, « Bastille » (en référence à son jour de naissance et au quartier où il réside alors). La revue Magazine se fait l'écho de son art au début des années 1980. Son univers s'oriente de plus en plus vers le BDSM, de façon explicite, et est bientôt marqué par les débuts de l'épidémie de sida,. L'un des premiers journalistes à mettre en valeur son travail est le suédois Michael Holm (1933-2013) qui le compare à Tom of Finland.
Compagnon de l'artiste australien Nigel Kent (1933-2017), Frank Webber décède en 1990 à la suite d'une leucémie liée au VIH,.
En 2016, le Leslie-Lohman Museum of Art montre ses œuvres au sein de l'exposition collective Stroke: From Under the Mattress to the Museum Walls. En 2017, un ouvrage est publié en son hommage, Schwein - Bastille Traces, produit par Pig-Prod et IEM, édité par Agua, avec entre autres des interventions du photographe Marc Martin.